# Камара (приток Зырянской Ежуги)
Камара (Камара-Иоль) — река в России, протекает на северо-западе Удорского района Республики Коми. Левый приток реки Зырянская Ежуга.
Длина реки составляет 10 км.
Вытекает из болота на границе Лешуконского района Архангельской области. Течёт по лесной болотистой местности. Генеральным направлением течения является юго-восток. Впадает в Зырянскую Ежугу на высоте 52 м.

## Данные водного реестра
По данным государственного водного реестра России, относится к Двинско-Печорскому бассейновому округу, водохозяйственный участок реки — Мезень от истока до водомерного поста у деревни Малонисогорская. Речной бассейн реки — Мезень.
Код объекта в государственном водном реестре — 03030000112103000048020.